# SCOPE Alliance
Pour les articles homonymes, voir Scope.
Dans le domaine de l'informatique industrielle et des télécommunications, SCOPE (ou SCOPE Alliance) est une association d'industriels créée en janvier 2006 afin d'accélérer le développement et la mise sur le marché de plates-formes destinées aux applications de télécommunications de classe opérateur (c'est-à-dire remplissant les caractéristiques exigées par les opérateurs en télécommunications, comme la haute disponibilité), basées sur des matériels standard dits « sur étagère » (COTS, commercial off the shelf) et des sous-ensembles en logiciels libres et à source ouverte (FOSS, Free Open Source Software).  

## Quels sont les buts généraux de cette association?
SCOPE ne se présente pas en tant que nouvelle instance de normalisation, mais définit des « profils » ou des « sous-ensembles » de spécifications techniques existantes qui, selon l'association, devraient être utilisés dans la mise en œuvre des systèmes COTS et FOSS destinés aux opérateurs en télécommunications. 
Les spécifications utilisées comme base de travail peuvent provenir d'instances de normalisation ou d'associations d'industriels comme le comité PICMG (PCI Industrial Computer Manufacturers Group), le SAF (Service Availability Forum) ou les OSDL (Open Source Development Labs). Comme celles-ci regroupent des acteurs très divers, pas seulement des télécommunications, elles ont pu produire des spécifications dont le champ d'application était très large, avec de nombreuses options de mise en œuvre pour différents secteurs de l'industrie.

## Qui fait partie de cette association?
Cette association regroupe principalement des équipementiers en télécommunications (comme Alcatel-Lucent, Ericsson, Huawei, Motorola, NEC, Nokia Siemens Networks ou Nortel), divers acteurs de l'industrie électronique (comme Flextronics, Intel...), ou des logiciels (comme Red Hat, RadiSys, Wind River...). Pour une liste exhaustive et actualisée des membres et sponsors de l'association, voir son site web .